# 樟普寮
23°56′27″N 120°38′14″E / 23.940752°N 120.637322°E
樟普寮，又名漳浦寮，臺灣地名，位於南投縣南投市鳳山里，以南投樟普寮鳳山寺為中心而形成的集村聚落。其地處八卦台地之六分寮面，故地勢平坦，平均海拔約為400公尺左右，由縣道139線縱貫於南北，為當地主要的交通動線。

## 歷史
清雍正年間，因臺灣的平原地帶大多已被開墾，趨於飽和與競爭之下，不得不另覓新的開墾地，於是轉往內山地帶（泛指南投一帶）移墾。清乾隆中葉，來自中國福建的漳浦縣人士藍寒首入移墾至此，墾民為解思鄉情懷，將該地命名「漳浦寮」，後人則訛寫「樟普寮」。但根據鳳山寺沿革記載，最早於清雍正10年（1732年）已有居民入住於此，因當地樟林遍野，有如家鄉漳浦縣，故取「漳浦」之意，以諧音方式命名「樟普寮」。
1999年9月21日發生集集烈震，內政部國土測繪中心對災區範圍內所有基點展開檢測，在所有基點之中發現樟普寮向東南偏東之方位位移0.78公尺，但位移量遠不及於東勢8.48公尺。就基線分析而言，第二條基線（虎子山-樟普寮）對比地震發生前則縮短2.406公尺，綜合全部檢測數據來分析，顯示出車籠埔斷層及大茅埔－雙冬斷層對周邊縣市的土地產生明顯的抬升、下降、位移之變化量，使災區範圍內所有基點近乎全數變動。

## 地理
樟普寮在地理上是座落於六分寮面，故地勢平坦，高度約在400公尺左右，呈狹長帶狀之河階台地面，軸部走向約與八卦台地相當，呈西北－東南之走向。在樟普寮南方有座海拔424公尺之樟普寮山，雖名為樟普寮，實際位置卻在鳳鳴里境內，二地之間相距甚遠。
樟普寮主要交通是八卦路，為縣道139線一部分，南北可連結彰化縣芬園鄉與南投市區，並可透過縣道139乙線抵達橫山（指南投市永興里的地名）。此外，縣道139線也是沿著這塊六分寮面而行，故此一路段筆直而平順，並且貫穿鳳山里全境，樟普寮的信仰中心鳳山寺則緊鄰這條公路。現有的大眾運輸是彰化客運，僅有「員林-樟普寮-南投」車次會經過樟普寮，來回各有9次班車，其站址位於鳳山寺前。

## 資料來源
1. 1 2 3 4  銳俤科技、上河文化. . 內政部. 2005. ISBN 9860030995 （中文（臺灣））.
2. 1 2 3  林温惠. . 國立彰化師範大學博碩士論文全文影像檢索系統. 2008-06  [2014-05-12]. （原始内容存档于2014-05-12） （中文（臺灣））.
3. 1 2  南投市公所. . 南投市公所網站.   [2014-05-12]. （原始内容存档于2014-02-26） （中文（臺灣））.
4. ↑  . 南投鳳山寺網站.   [2014-05-12]. （原始内容存档于2020-02-19） （中文（臺灣））.
5. 1 2  國土測繪中心. . 內政部國土測繪中心網站. 1987年8月  [2014-05-12]. （原始内容存档于2014-05-13） （中文（臺灣））.
6. ↑  景仁. . 景色怡仁日誌. 2008-10-13  [2014-05-12] （中文（臺灣））. 外部链接存在于|publisher= (帮助)[]
7. ↑  彰化客運. . 彰化客運網站.   [2014-05-12]. （原始内容存档于2014-05-12） （中文（臺灣））.
8. ↑  彰化客運. . 彰化客運網站.   [2014-05-12]. （原始内容存档于2014-05-13） （中文（臺灣））.